# Płóczki Górne
Płóczki Górne (ve středověku německy Gorensifen, později Ober Görisseifen) jsou starostenská ves (polsky sołectwo) v gmině Lwówek Śląski ve stejnojmenném okrese v polském Dolnoslezském vojvodství.

## Geografická poloha a charakteristika sídla
Płóczki Górne jsou svým charakterem lesní lánová ves (též lesně-lánová ves, polsky łańcuchówka, německy Waldhufendorf). Vesnická zástavba se rozkládá v délce cca 5 km v údolí mezi Gradovskými vrchy (Wzniesienia Gradowskie) podél potoka Słotwina (pravostranný přítok Płóczky, která pramení v Jizerských horách a severně od Lwówku Śląského ústí do Bobru) a souběžné cesty, vedoucí ze vsi Nagórze přes Płóczki Górne do Płóczek Dolných. Starostenství zahrnuje území o rozloze 2089 ha, z čehož je 1236 ha zemědělské půdy a 679 ha lesních pozemků. Po silnici přes Płóczky Dolné jsou Płóczki Górne z centra Lwówku vzdáleny cca 5 km.

## Historie

### Počátky osídlení
Název obce bývá spojován se způsobem získávání zlata rýžováním (polsky płukanie), neboť se v oblasti Płóczek těžilo zlato již od 12. století. Pod jménem Gorensifen existuje zmínka o Górných a Dolných Płóczkách jako o jedné obci již z roku 1214. (Podle archeologických nálezů však byla tato lokalita osídlena již v období neolitu). Další zmínky o obou vesnicích jsou v listinách knížete Jindřicha I. Bradatého z roku 1217 a Jindřicha II. Pobožného z roku 1241. Podle majetkových záznamů, souvisejících s johanitskou komendou ve Lwówku, kostel svatého Bartoloměje existoval v Płóczkách Gorných již v první polovině 13. století, možná již od století dvanáctého.

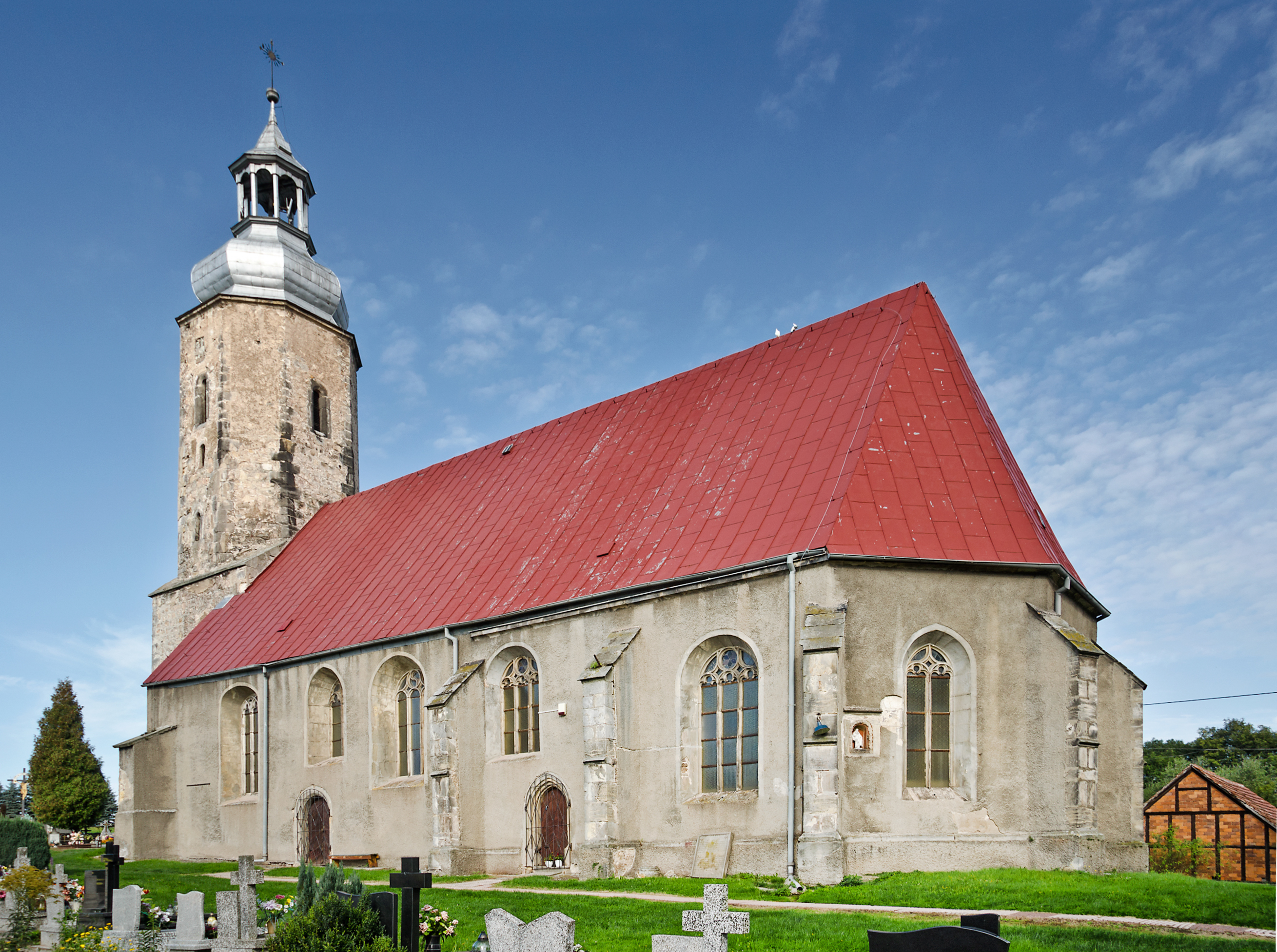
Kostel svatého Bartoloměje v Płóczkách Górných

### Nový věk
Po převzetí Slezska Pruskem byla ve vsi zřízena evangelická škola a v roce 1742 zde byl postaven dřevěný evangelický kostel. V roce 1765 byla hodnota majetku řádu benediktýnek v Płóczkách Gorných 18 193 tolarů a menšího dílu, náležejícímu řádu maltézských rytířů a spravovanému hrabětem von Zinzendorf, 7396 tolarů. V té době mezi obyvateli vesnice bylo celkem 43 sedláků, 323 chalupníků a 60 řemeslníků. V polovině 19. století byly v obci katolické a evangelické školy a kostely, tkalcovské dílny, několik hostinců, vodní mlýny a mlýn na mletí dubové kůry, olejárny a pět kováren. Ve vesnici působilo 33 obchodníků, neboť řada chalupníků si přivydělávala předením a tkalcováním. Po velkém požáru v roce 1868 však začal počet obyvatel klesat a k dalšímu výraznému poklesu došlo po odsunu německého obyvatelstva v roce 1945.

## Památky
Venkovské domy, postavené v Płóczkach Górnych po velkém požáru z roku 1868, jsou vesměs stavby typické pro daný region s tehdejší převahou německého obyvatelstva. Domy mají zpravidla zděné přízemí a hrázděné patro. Na polském ústředním seznamu památek jsou zapsány tyto objekty:
- Kostel svatého Bartoloměje (Kościół filialny św. Bartłomieja) – původně románský kamenný kostel, přestavěný v pozdně gotickém slohu kolem roku 1520 s okny zdobenými gotickou kružbou. Zachovala se hlavní kostelní loď z první poloviny 13. století. Dřevěný strop, zdobený malbami, je z roku 1744. První písemná zmínka o kostele jako o ecclesia sancti Bartholomei Gorinsyphen je z roku 1241.
- Dům č. 46 – hrázděná stavba, hospodářský a obytný objekt, postavený po roce 1868.
- Barokní fara – hrázděný objekt barokní fary z roku 1753.

## Mineralogická lokalita

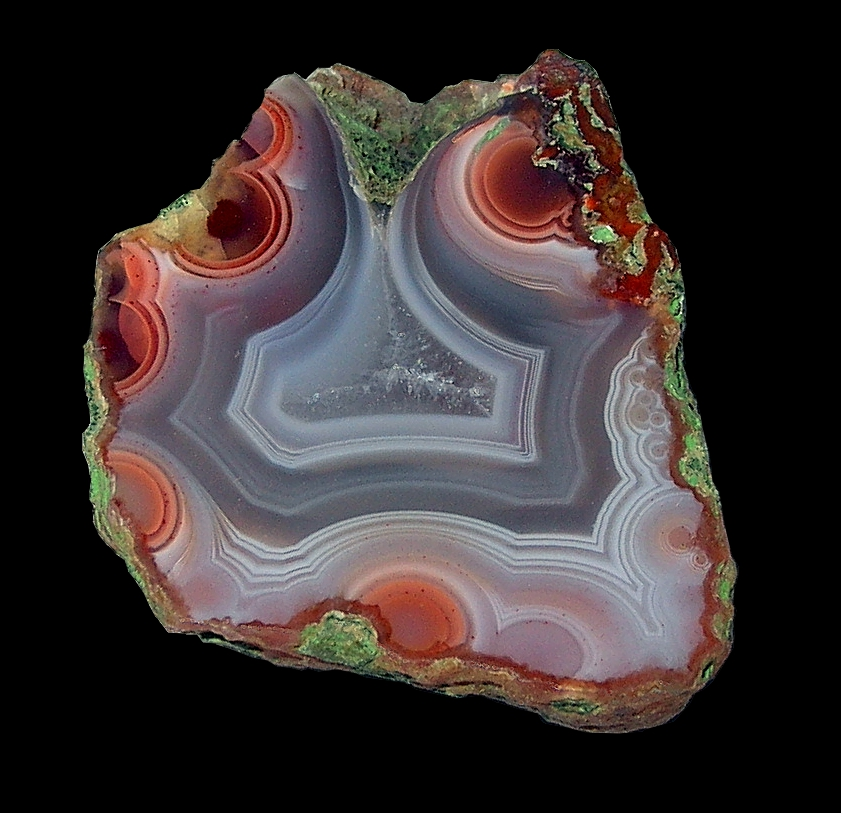
Achát z lokality u vrchu Lipień

Płóczki Górne jsou proslulou mineralogickou lokalitou, jejíž věhlas mezi odborníky i laickými zájemci o mineralogii, zejména mezi sběrateli achátů, přesahuje hranice Polska i Evropy. Na východ od vesnice, na severních svazích kopce Lipień (393 m n. m.) se nachází lokalita o rozloze zhruba 1000 x 500 metrů, na níž vystupují k povrchu permské sedimenty společně s vulkanickými horninami, jako jsou andezity a čedičové trachyandezity (melafyry), ryolity a tufy. Mocnost někdejšího lávového proudu (melafyrů) zde dosahuje od 50 do 200 metrů. Hlavní část výplně mandlovcových dutin tvoří chalcedon, kryptokrystalická odrůda křemene (SiO2 ). Achátové "pecky" (geody) z Płóczek Górnych se vyznačují mimořádně rozmanitou a pestrobarevnou kresbou. Nezřídka obsahují také další odrůdy křemene, jako je ametyst nebo křišťál, případně jiné minerály (kalcit, baryt, hematit či goethit). Byl zde nalezen a poprvé na světě popsán M. Sachanbiñským, A. Platonovem a P. Wróblewským minerál prasiolit (zelená odrůda křemene) ve své přírodní formě.
O nalezišti achátů u Płóczek se poprvé objevila v literatuře zmínka v roce 1846, avšak až do 70. let 20. století, kdy se obnovil zájem sběratelů o toto místo, zůstávala lokalita prakticky bez povšimnutí. Existence tohoto mimořádně bohatého naleziště drahých kamenů se stala popudem k pořádání největšího polského setkání sběratelů achátů a jiných minerálů, spojeného s mineralogickou burzou, trhy, výstavami a koncerty. Tato třídenní akce se pod názvem Lwóweckie Lato Agatowe koná každý rok v červenci v Lwówku Śląském.